# امبو، کنیا
امبو (به انگلیسی: Embu) شهری در استان شرقی واقع در کشور کنیا است که در سال ۱۹۹۹ میلادی ۳۱٫۵۰۰ نفر جمعیت داشته و جمعیت آن در سال ۲۰۰۵ میلادی به ۳۷٫۸۰۲ نفر رسیده‌است.